# Judy Klein
Pour les articles homonymes, voir Klein.
Judy Klein (née le 14 avril 1943) est une compositrice, pianiste et professeur de musique américaine.

## Biographie
Judy Klein est née le 14 avril 1943 à Chicago, Illinois. Elle déménage avec sa famille à Los Angeles. Elle étudie la musique à l'Université de Californie à Berkeley où elle obtient un BA en 1967 et poursuit ses études au conservatoire de musique (en) de Bâle, en Suisse, d'où elle sort diplômée en 1977. Elle obtient en 1987 une maîtrise ès arts de l'Université de New York, après avoir étudié avec Thomas Kessler, Reynold Weidenaar (en), Lilli Friedemann et Ruth Anderson (en). Elle poursuit ses études en musique générée par ordinateur au Brooklyn College Center for Computer Music avec Charles Dodge (en) où elle également été compositrice invitée.
Après avoir terminé ses études, Klein enseigne l'informatique musicale et la composition à l'Université de New York où elle fonde un studio d'informatique musicale. Elle a également travaillé comme conférencière invitée dans divers collèges et conservatoires et comme consultante pour la préservation de la musique électroacoustique à la bibliothèque publique des arts de la scène du Lincoln Center à New York .
Lors d'une interview avec Peter Shea, Klein parle de la génération de sa pièce The Wolves of Bays Mountain ainsi que d'autres aspects de son travail.
Sa musique est enregistrée sur des disques compacts ICMA, SEAMUS, Cuneiform et Open Space.

## Œuvres
- The Wolves Of Bays Montagne
- Elements 1.1: sulphur, phosphorus; diamond (1992–93) pour bande
- From the Journals of Felix Bosonnet